# Jacques Nam
Jacques Nam, pseudonyme de Jacques Lehmann, né le 11 septembre 1881 à Paris, où il est mort le 22 février 1974, est un dessinateur, graveur, peintre et sculpteur français.
Il est particulièrement réputé pour ses œuvres animalières, et notamment pour ses chats.

## Biographie
Jacques Lehmann naît le 11 septembre 1881 à Paris.
En 1898, Jacques Nam devient étudiant à l'École nationale supérieure des beaux-arts dans l'atelier de Jean-Léon Gérome.
À compter de 1900, il collabore à l'illustration de nombreux périodiques, tels que Nos loisirs (1909), La Vie Parisienne, Le Petit Journal illustré de la jeunesse, Le Sourire, Le Rire, La Baïonnette… Franc-Nohain lui demande d'illustrer la vie politique dans les pages de L'Écho de Paris.
Durant la Première Guerre mondiale, mobilisé, il est affecté à la section camouflage.
En 1926, il illustre hors-commerce l'ouvrage de Jacqueline Conan Fallex, Le Chat dans la littérature et dans les arts. Vers 1935, il produit une série d'eaux-fortes figurant des chats et venant illustrer un texte de Colette, une édition limitée à 380 exemplaires.
Son atelier parisien, construit pour lui par Louis-Raymond Fischer en 1923, se situait rue Nicolo, où il est mort.
Jacqies Nam meurt à Paris le 22 février 1974.

## Collections publiques
- Vernon, musée Alphonse-Georges-Poulain :
  - Chat blanc, vers 1920, huile sur toile[5] ;
  - Bourricot dans une rue, 1921, huile sur toile[6] ;
  - Liberté. Captivité, 1934, huile sur toile[7].
- Roubaix, La Piscine : Les Panthères, années 1920, écran de cheminée en fer forgé.

## Illustrations
- Ouvrages destinés à la jeunesse publiés chez Hachette et Delagrave.
- Colette, Sept dialogues de bêtes, Mercure de France, 1912, nombreuses rééditions.
- Octave Mirbeau, Dingo, Flammarion, Nouvelle collection illustrée, [1914].[réf. nécessaire]
- Claude Farrère, Les civilisés, Flammarion, 1921.
- Jacques Nam et Colette, Chats, Chez l'Artiste Jacques Nam, Paris, 1935.
- Jacques Nam, Eux, mes chats, Éditions mondiales, 1960.

## Expositions
- Du 1er avril au 2 juillet 1995 : Jacques Nam (1881-1974) : peintre, sculpteur, animalier et poète, Vernon, musée Alphonse-Georges-Poulain.

## Récompenses et distinctions
- Chevalier de la Légion d'honneur (22 mai 1926)[8]
- Officier d'académie (1912)

Médaille d'or à l'Exposition des Arts décoratifs de 1925